# 吉斯公爵

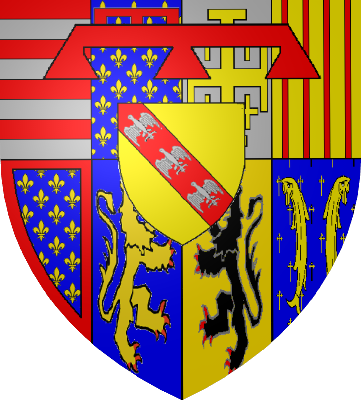
吉斯公爵的纹章

吉斯公爵（法语：Duc de Guise）是法國的一个貴族封號，於1528年創立。首任公爵為洛林公爵勒内二世的次子。之後這個封號一直世襲，直到吉斯家族於1688年绝嗣為止。此后这个公国通过联姻落入波旁王朝的旁系孔代亲王家族手中。

## 洛林王朝
- 克洛德·德·洛林 ( 1528年-1550年)
- 法蘭索瓦·德·洛林 (1550年-1563年)
- 亨利一世·德·洛林 (1563年-1588年)
- 查理·德·洛林 (1588年-1640年);
- 亨利二世·德·洛林 (1640年-1664年)
- 路易·约瑟夫·德·洛林（英语：Louis Joseph, Duke of Guise） (1664年-1671年)
- 弗朗索瓦·約瑟夫·德·洛林（英语：François Joseph, Duke of Guise） (1670年-1675年)
- 瑪麗·德·洛林（英语：Marie de Lorraine, Duchess of Guise） (1675年-1688年)

## 波旁王朝
- 巴伐利亞的安娜·昂麗埃特·瑞里（英语：Anne Henriette of Bavaria）
- 亨利三世·德·波旁
- 路易三世·德·波旁
- 路易·亨利一世·德·波旁
- 路易·约瑟夫·德·波旁
- 路易·亨利二世·德·波旁

## 奥尔良王朝
- 亨利·利奧波德·菲利普·馬利·德·奧爾良  (1847年-1847年)
- 弗朗索瓦·保罗·德·奧爾良 (1852年-1852年)
- 弗朗索瓦·路易·德·奧爾良（英语：François d'Orléans (1854–1872)） (1854年-1872年)
- 让·德·奥尔良 (1874年-1940年)